# Aspariegos
Aspariegos település Spanyolországban,  Zamora tartományban. Aspariegos Villalube, Castronuevo, Pobladura de Valderaduey, Benegiles, Torres del Carrizal, Cerecinos del Carrizal és Arquillinos községekkel határos. Lakosainak száma 225 fő (2024).

## Népesség
A település lakosságának változását az alábbi diagram mutatja:
| Lakosok száma | 370  | 319  | 305  | 297  | 294  | 298  | 262  | 247  | 231  | 225  |
|               | 2001 | 2004 | 2007 | 2009 | 2012 | 2014 | 2017 | 2019 | 2022 | 2024 |